# TT Games
TT Games Limited ist ein britisches Entwicklerstudio und Publisher. Das Unternehmen ist vor allem für seine Spiele auf Grundlage der Lego-Lizenz bekannt. Seit 2007 ist es Teil des Medienkonzerns Time Warner.

## Unternehmensgeschichte
TT Games ging 2005 aus der Fusion des britischen Spieleentwicklers Traveller’s Tales mit dem britischen Spielepublisher Giant Interactive hervor. Zum Unternehmen zählen die Entwicklerstudios Traveller's Tales in Knutsford und TT Fusion in Wilmslow, der Publishingzweig TT Games Publishing (früher: Giant Interactive) in Maidenhead sowie TT Animation, ein Studio für Animationsfilme. Am 8. November 2007 kündigte der US-amerikanische Medienkonzern Time Warner über seine Tochterfirma Warner Bros. Interactive Entertainment die Übernahme des Unternehmens an. Time Warner zahlte für die Übernahme 100 Millionen britische Pfund, zu diesem Zeitpunkt hatte Traveller’s Tales rund 42 Millionen Spiele abgesetzt.

### Traveller’s Tales
Traveller’s Tales wurde 1989 von Jon Burton gegründet, der zuvor Kinderspiele für Warner Bros. und Disney entwickelt hatte. Die ersten Spiele des Unternehmens entstanden in Zusammenarbeit mit dem britischen Publisher Psygnosis. 1994 verließ ein Teil der Belegschaft das Unternehmen, um das neue Studio Tales2 zu gründen, das später in Hammerhead umbenannt wurde. 1996/97 veröffentlichte das Studio in Zusammenarbeit mit dem japanischen Konsolenhersteller Sega zwei Titel im Rahmen der Sonic-Reihe, Sonic 3D und Sonic R. Ende der 1990er bis in die frühen 2000er produzierte das Studio mehrere Begleitspiele zu Disney-Filmen, wie Toy Story, Das große Krabbeln, Findet Nemo oder Die Chroniken von Narnia. Daneben entwickelte Traveller’s Tales zwei Titel der Serie Crash Bandicoot. In Zusammenarbeit mit Lego entwickelte Traveller’s Tales Lego Star Wars: Das Videospiel. Als Lego beschloss, sich aus der Computerspielbranche zurückzuziehen, gründeten einige Lego-Angestellte den Publisher Giant Interactive Entertainment, der die exklusive Lego-Lizenz erwarb. Lego Star Wars erschien 2005 und verkaufte sich rund 6,5 Millionen Mal. In Folge kam es zur Fusion von Traveller’s Tales und Giant Interactive.

### TT Fusion
TT Fusion wurde 2005 als Embryonic Studios von ehemaligen Angestellten des Entwicklerstudios Warthog Games und Entwicklern der Handheld-Spielkonsole Gizmondo gegründet. Im Januar 2007 wurde bekannt, dass Embryonic von Traveller’s Tales übernommen wurde.

## Veröffentlichte Spiele

### Als Traveller’s Tales
- 1991: Leander
- 1993: Bram Stoker's Dracula
- 1993: Puggsy
- 1994: Mickey Mania
- 1995: Disney's Toy Story
- 1996: Sonic 3D: Flickies’ Island
- 1997: Sonic R
- 1998: Rascal
- 1998: A Bug’s Life
- 1999: Toy Story 2: Buzz Lightyear eilt zur Hilfe! / Toy Story 2: Action-Spiel
- 2000: Muppet RaceMania
- 2000: Captain Buzz Lightyear: Star Command
- 2001: Toy Story Racer
- 2001: Crash Bandicoot: Der Zorn des Cortex
- 2002: Haven: Call of the King
- 2003: Findet Nemo
- 2004: Crash Twinsanity
- 2005: Lego Star Wars: Das Videospiel
- 2005: WRC (PSP-Version)
- 2005: Die Chroniken von Narnia: Der König von Narnia
- 2005: F1 Grand Prix
- 2006: Super Monkey Ball Adventure

### Seit der Fusion
- 2006: Lego Star Wars II: Die klassische Trilogie
- 2006: Bionicle Heroes
- 2007: Transformers: The Game
- 2007: Lego Star Wars: Die komplette Saga
- 2008: Lego Indiana Jones: Die legendären Abenteuer
- 2008: Lego Batman: Das Videospiel
- 2008: Die Chroniken von Narnia: Prinz Kaspian von Narnia
- 2008: Guinness World Records: The Video Game
- 2009: Lego Battles
- 2009: Lego Indiana Jones 2: Die neuen Abenteuer
- 2009: What's Your News? (TV-Show)
- 2009: Lego Rock Band
- 2010: Lego Harry Potter: Die Jahre 1–4
- 2011: Lego Star Wars III: The Clone Wars
- 2011: Lego Pirates of the Caribbean: Das Videospiel
- 2011: Lego Battles: Ninjago
- 2011: Lego Harry Potter: Die Jahre 5–7
- 2012: Lego Batman 2: DC Super Heroes
- 2012: Lego Der Herr der Ringe
- 2013: Lego City Undercover
- 2013: Lego City Undercover: The Chase Begins
- 2013: Lego Legends of Chima: Speedorz
- 2013: Lego Legends of Chima: Laval's Journey
- 2013: Lego Legends of Chima Online
- 2013: Lego Marvel Super Heroes
- 2014: The Lego Movie Videogame
- 2014: Lego Der Hobbit
- 2014: Lego Batman 3
- 2015: Lego Ninjago: Shadow of Ronin
- 2015: Lego Jurassic World
- 2015: Lego Dimensions
- 2015: Lego Worlds
- 2016: Lego Marvel Avengers
- 2016: Lego Star Wars: Das Erwachen der Macht
- 2017: Lego City Undercover (Switch, PS4, Xbox One & PC)
- 2017: The Lego Ninjago Movie Video Game
- 2017: Lego Marvel Super Heroes 2
- 2018: Lego Die Unglaublichen
- 2018: Lego DC Super Villains
- 2019: The Lego Movie Videogame 2
- 2022: Lego Star Wars: Die Skywalker Saga
- 2024: Lego Harry Potter Collection (Remaster)
- 2026: Lego Batman: Das Vermächtnis des Dunklen Ritters